# Kandiyohi County
Kandiyohi County is een county in de Amerikaanse staat Minnesota.
De county heeft een landoppervlakte van 2.062 km² en telt 41.203 inwoners (volkstelling 2000). De hoofdplaats is Willmar.